# みろくの里
みろくの里（みろくのさと）は、広島県福山市藤江町（旧沼隈郡沼隈町）にある遊園地、テーマパーク、総合レジャー施設。映画の撮影現場としても有名である。2025年時点で、広島県内で唯一の遊園地である。
ツネイシホールディングス傘下のツネイシLR株式会社が運営する。

## 概要
福山市の南西部丘陵地の沼隈半島にある、ツネイシホールディングスが開発した広大な総合レジャーランド。20種類以上の遊具を備えた広島県内唯一の遊園地、昭和30年代の街並みを再現した「いつか来た道」、恐竜時代をモチーフにしたダイナソーパーク、サッカー場、野球場などさまざまな施設がある。みろくの里セット村では座頭市などの映画が撮影された。日本のテーマパークの敷地面積では「ぐりんぱ」「マザー牧場」に次いで日本で3位の規模を誇る。

## 遊園地
1989年に開園。大観覧車（高56.0m、径50.0m）などがある。一部の施設は新型コロナウイルスの感染予防対策により2020年6月より営業休止。
- 大観覧車
2020年6月よりピンクと黒を基調としたデザインにリニューアル
- 透明ゴンドラ
2018年12月よりフリーパスで利用可能(以前はフリーパス＋200円が必要だった)
- ミュージックゴースター
2019年5月よりリニューアル。ピンクと黒を基調としたデザインに変更。
更にプラットフォームと旋回部分に音響設備と噴水演出を追加し以前のヒマラヤコースターから名称を変更した。
１つの車両に前向きと後ろ向きがあり、セカンドドロップの最大傾斜60度は後ろ向きのジェットコースターの中では日本一の角度である。
- ゴーカート
- スリラーマンション
- 魔法の森
- 急流すべり
- スーパーバイキング

最大振り幅120度。高さ20mは日本最大級。
- ジャイアントハンマー

かつては多くの遊園地で同機種が稼働していたが現在ではこの1台のみが稼働している。
- ウェーブシャーク
- メリーゴーランド
- ハッピーバルーン
- トロッコアドベンチャー
- ガーデンゴルフ(2022年1月31日営業終了)
- ビッグビーバギー(フリーパス対象外)[2]
- ファミリーバス(2018年4月15日営業終了)
- メルヘンカップ
- ウェーブスインガー
- アラビアンメリー
- ちびっこコースターいもむし君
- コンボイ
- クラシックカー
- ワールドスクエア
- カード迷路ぐるり森大冒険
- ウォーターショット
- アスレチックパーク
- ダイナソーパーク
- the Orange(レジャープール)
- ふれあいランド(2018年3月18日オープン)
- スケートディスコ(2019年イルミネーション限定)
- パワーショベル(別途現金が必要)
- キッズドライブ(別途現金が必要)

なお、冬季（原則としてイルミネーション期間終了後から3月1日まで）の平日は、原則として遊具は動かない（後述の「いつか来た道」のみ営業）。25人以上の団体客が入ったときのみ動く。ただし、2016年からは「いつか来た道」を含め、この期間の火曜日が、2018年からは水曜日も休園となる。2019年は上記の期間、土日も含め完全休園となり、アトラクションの重点点検などを実施した。
また新型コロナウイルス感染予防対策により2020年4月11日〜2020年5月31日まで休園した。
2020年6月〜7月は土日のみの営業。なお一部の屋内アトラクションはしばらくの間営業休止。また全アトラクションでソーシャルディスタンスに基づいた営業方法に変更。座席の間隔を空けたり消毒作業を徹底したり様々な予防策を行っている。
2021年春の営業より毎週火水が休園日となった。繁忙期など時期により火水も営業することもある。
なお修学旅行などの団体限定で火水も営業する場合もある。
2021年10月11日よりPayPay導入。入場ゲートとゲートショップのみ利用可。クレジットカードの利用はこれまで通り不可だがPayPay経由でのクレジットカードの利用は可能になった。なお現金とPayPayの併用払いは不可。
2022年1月31日をもってガーデンゴルフの営業を終了。2022年3月12日に同跡地にビッグビーバギーをオープン。フリーパス対象外で別途800円が必要。
2022年7月16日より「the Orange」オープン。
従来のレジャープールをリニューアル。文字通りプールエリアが全面オレンジになった。

## いつか来た道
1998年開園。小学校や駄菓子屋、電話博物館、ラーメン屋、バーなど、昭和30年代の街並みを再現。
- 喫茶オードリー
- 教室
- トリスバー
- 電話博物館
- だがしや満月屋
- 大衆食堂
- 派出所
- パーラー白雪姫
- 麒麟麦酒
- 日劇ホール

- 郵便局
- ブロマイド
- はんか街
- たばこや
- いずみや
- お祭り広場
- 有楽町駅
- 東京衣装
- 日劇ステージ
- 数奇屋橋

- 小学校
- 夕焼け
- いつか通り
- 懐かし館
- 井上商店
- 昭和館
- 松風（団体会場）
- エルビース
- 思い出商店街

## 神勝寺温泉 昭和の湯
みろくの里園内にある天然ラドン温泉。2019年3月21日をもって休館。営業再開予定時期の見込みは立っていない。
- 岩風呂
- 薬湯風呂
- 水風呂

- 露天風呂
- ドライサウナ
- ウエットサウナ

なお、「神勝寺（天心山神勝禅寺）」は1965年に、常石造船の2代目社長・神原秀夫が開いた臨済宗建仁寺派の禅寺で、秀夫の父であり同社の創業者である神原勝太郎の名に因んでその名がつけられた。

## ツネイシしまなみビレッジ
ツネイシしまなみビレッジはみろくの里敷地内にある宿泊施設・研修施設・スポーツ施設。3棟合計962名収容の宿泊施設と、17の会議室、2つのホールを備える。
スポーツ施設としては、サッカーグラウンド「ツネイシフィールド」（後述）、バレーボールコート2面が確保可能な体育館「ツネイシアリーナ」、クラブハウスを備える。
2020年11月30日限りでの営業休止が発表されている。

### ツネイシフィールド
ツネイシフィールドは、広島県福山市沼隈町中山南の、みろくの里敷地内にある球技場。日本サッカー協会が2007年より推進する「都道府県フットボールセンター整備助成事業」の認定を受けて、「広島県フットボールセンター」として整備が行われ、2013年7月19日に開場した。
住友ゴム工業のロングパイル人工芝「ハイブリッドターフ」による3面のグラウンドが確保されており、うち2面には夜間照明が備え付けられている。
グラウンドでは現在バイエルン・ミュンヘンの提携スクールの一つ、FCバイエルン・ツネイシ（ツネイシ・スポーツアクトが運営）の練習場として利用されているほか、2013年には地域リーグである中国サッカーリーグの集中開催会場としても使用されている。
ツネイシしまなみビレッジの一角にあるが、広島県サッカー協会と特定非営利活動法人ツネイシ・スポーツアクトが運営しており、ツネイシしまなみビレッジ営業休止後は単独施設として運営されている。

## ツネイシスタジアム
ツネイシスタジアム（旧称・みろくの里神勝寺球場）はみろくの里敷地内にある野球場。上記の「ツネイシしまなみビレッジ」とは別のエリアにある。
1995年までプロ野球・ウエスタン・リーグが開催され広島東洋カープ2軍の公式戦が行われていた。

## みろくの里セット村
日本有数規模である、時代劇の撮影が可能な常設オープンセットがある。ただし一般公開はされていないため、一般人の立ち入りは禁止になっている。
もともとは「座頭市 (1989年の映画)」の宿場町シーンの撮影のために3億円を投じて作られた。撮影終了後は取り壊される予定だったが、テレビドラマの撮影にも使われるようになって規模が拡大され現在に至る。
- 座頭市
- 写楽
- 梟の城
- あずみ
- 助太刀屋助六
- スパイ・ゾルゲ
- どら平太
- 大帝の剣
- 鬼平犯科帳（フジテレビ版）
- 剣客商売
- はだしのゲン（フジテレビ版テレビドラマ）
- TAJOMARU（2009年）
- 龍馬伝（2010年 NHK大河ドラマ）

## アクセス
- 福山東インターチェンジより約40分
- 福山西インターチェンジより約20分
- 福山駅よりトモテツバスでみろくの里直行
- 松永駅より鞆鉄バスで沼南・早戸線、千年橋行き、みろくの里下車、約15分